# Woudrichem
Woudrichem este o comună și o localitate în provincia Brabantul de Nord, Țările de Jos.

## Localități componente
Almkerk, Andel, Giessen, Oudendijk, Rijswijk, Uitwijk, Uppel, Waardhuizen, Woudrichem.